# Andrzej Maroszek
Andrzej Maroszek (ur. 25 listopada 1956 w Janowcu Wielkopolskim) – polski żużlowiec i trener sportu żużlowego.

## Kariera
Przez całą czynną karierę sportową (1974–1985) reprezentował barwy klubu Polonia Bydgoszcz, dwukrotnie (1977, 1985) zajmując IV miejsca w rozgrywkach z cyklu drużynowych mistrzostw Polski.
Złoty medalista „Młodzieżowego Drużynowego Pucharu PZMot.” (1976). Brązowy medalista młodzieżowych drużynowych mistrzostw Polski (1978). Finalista młodzieżowych indywidualnych mistrzostw Polski (Leszno 1979 – IV miejsce). Finalista indywidualnych mistrzostw Polski (Zielona Góra 1982 – jako rezerwowy). Finalista turnieju o „Brązowy Kask” (Łódź 1976 – XI miejsce). Finalista turnieju o „Srebrny Kask” (Zielona Góra 1979 – XI miejsce).
Po zakończeniu kariery żużlowej zajął się pracą trenerską. Prowadził m.in. kluby z Łodzi, Ostrowa Wielkopolskiego, Grudziądza oraz Opola (od 2009)